# Saint-Ouen-lès-Parey
Saint-Ouen-lès-Parey és un municipi francès, situat al departament dels Vosges i a la regió del Gran Est. L'any 2007 tenia 497 habitants.

## Demografia

### Població
El 2007 la població de fet de Saint-Ouen-lès-Parey era de 497 persones. Hi havia 207 famílies, de les quals 57 eren unipersonals (20 homes vivint sols i 37 dones vivint soles), 81 parelles sense fills, 65 parelles amb fills i 4 famílies monoparentals amb fills.
La població ha evolucionat segons el següent gràfic:
Habitants censats

### Habitatges
El 2007 hi havia 251 habitatges, 215 eren l'habitatge principal de la família, 20 eren segones residències i 16 estaven desocupats. 236 eren cases i 13 eren apartaments. Dels 215 habitatges principals, 178 estaven ocupats pels seus propietaris, 32 estaven llogats i ocupats pels llogaters i 5 estaven cedits a títol gratuït; 2 tenien una cambra, 7 en tenien dues, 24 en tenien tres, 54 en tenien quatre i 127 en tenien cinc o més. 161 habitatges disposaven pel capbaix d'una plaça de pàrquing. A 81 habitatges hi havia un automòbil i a 104 n'hi havia dos o més.

### Piràmide de població
La piràmide de població per edats i sexe el 2009 era:
| Homes | Edats   | Dones |
| ----- | ------- | ----- |
| 0     | 95 o +  | 0     |
| 4     | 90 a 94 | 8     |
| 4     | 85 a 89 | 0     |
| 8     | 80 a 84 | 0     |
| 12    | 75 a 79 | 16    |
| 12    | 70 a 74 | 12    |
| 4     | 65 a 69 | 12    |
| 12    | 60 a 64 | 20    |
| 24    | 55 a 59 | 0     |
| 20    | 50 a 54 | 16    |
| 16    | 45 a 49 | 36    |
| 24    | 40 a 44 | 20    |
| 24    | 35 a 39 | 12    |
| 4     | 30 a 34 | 16    |
| 36    | 25 a 29 | 12    |
| 8     | 20 a 24 | 8     |
| 44    | 15 a 19 | 24    |
| 16    | 10 a 14 | 12    |
| 12    | 5 a 9   | 20    |
| 4     | 0 a 4   | 12    |

## Economia
El 2007 la població en edat de treballar era de 319 persones, 234 eren actives i 85 eren inactives. De les 234 persones actives 203 estaven ocupades (120 homes i 83 dones) i 30 estaven aturades (11 homes i 19 dones). De les 85 persones inactives 40 estaven jubilades, 13 estaven estudiant i 32 estaven classificades com a «altres inactius».

### Ingressos
El 2009 a Saint-Ouen-lès-Parey hi havia 211 unitats fiscals que integraven 503 persones, la mediana anual d'ingressos fiscals per persona era de 15.102 €.

### Activitats econòmiques
Dels 17 establiments que hi havia el 2007, 4 eren d'empreses de fabricació d'altres productes industrials, 2 d'empreses de construcció, 6 d'empreses de comerç i reparació d'automòbils, 1 d'una empresa de transport, 1 d'una empresa d'hostatgeria i restauració, 2 d'empreses de serveis i 1 d'una empresa classificada com a «altres activitats de serveis».
Dels 3 establiments de servei als particulars que hi havia el 2009, 1 era una oficina de correu, 1 perruqueria i 1 restaurant.
Dels 2 establiments comercials que hi havia el 2009, 1 era un supermercat i 1 una fleca.
L'any 2000 a Saint-Ouen-lès-Parey hi havia 15 explotacions agrícoles que ocupaven un total de 530 hectàrees.

## Equipaments sanitaris i escolars
El 2009 hi havia una escola elemental.

## Poblacions més properes
El següent diagrama mostra les poblacions més properes.